# پناهگاه حیات وحش نایبندان
پناهگاه حیات وحش نایبندان یک پناهگاه حیات وحش با مساحت ۱۴۹۰۱۳۴ هکتار است که در استان خراسان جنوبی در ایران قرار دارد. این پناهگاه حیات وحش طبق مصوبهٔ شمارهٔ ۵۸۹ در تاریخ ۱۳۸۰/۷/۲۵ در فهرست مناطق تحت حفاظت سازمان محیط زیست ایران قرار گرفت.
این منطقه ۱ میلیون و ۵۱۶ هزار هکتاری که در عمق کویر مرکزی قرار دارد در سال ۱۳۸۰ به عنوان پناهگاه حیات وحش تحت حفاظت قرار گرفت. ویژگی خاص نایبندان دورافتادگی کامل آن و محاصره شدن از هر سو با دشت کویر است. وجود دو قلهٔ مرتفع ۳٬۰۰۹ متری نایبندان و ۲٬۴۵۰ متری علی‌آباد موجب شده تا منابع آبی لازم برای رشد گیاهان و زندگی حیوانات مختلف در این منطقه فراهم شود.
نایبندان منطقه‌ای با کمترین تعارضات انسانی و حداقل فعالیت‌های صنعتی و کشاورزی است و این شرایط طبیعی نسبتاً بکری را برای جانوران پناهگاه فراهم آورده است.

## اقلیم
نایبندان در اقلیم گرم و خشک واقع است و بخش عمدهٔ آن از دشت تشکیل شده که در نواحی نزدیک به کوهستان حالت استپی و در نواحی دورتر از کوهستان حالت بیابانی و کویری همراه با شوره‌زارهای وسیع پیدا می‌کند. میزان بارندگی کم است و میانگین آن بین ۷۰ تا ۱۱۰ میلی‌متر است، اما حدود دویست چشمهٔ آب شیرین و آب شور در منطقه وجود دارد که البته بسیاری از آن‌ها در تابستان و هنگام خشکسالی بسیار کم‌آب شده یا کاملاً خشک می‌شوند.

## حیات وحش
ارزش اصلی نایبندان به محیط امنی است که برای تعدادی از جانوران بیابان‌زی ایران به ویژه یوزپلنگ فراهم کرده است. به نظر می‌رسد بیشترین جمعیت یوزپلنگ آسیایی در این منطقه زندگی می‌کند. تصویری از یک یوزپلنگ که با دوربین تله‌ای گرفته شده به عنوان بهترین عکس دوربین‌های تله‌ای در سال ۲۰۱۴ انتخاب شد. پیرترین یوزپلنگ جهان نیز در این منطقه زندگی می‌کرده است. لاشهٔ یک یوزپلنگ نر ۱۲ ساله که «جنگال» نامیده شد در سال ۱۳۹۰ در نایبندان کشف شد که به دلیل سن زیاد و احتمالاً ناتوانی در شکار تلف شده بود.
غار بزرگی معروف به «غار کفتار» یکی از جاذبه‌های گردشگری نایبندان در این منطقه است که گلهٔ بزرگی از کفتارهای راه‌راه در آن زندگی می‌کنند. به‌طور کلی بیشترین تعداد کفتار ایران در نایبندان به سر می‌برند. افزون‌بر یوز و کفتار، این منطقه زیستگاه مناسبی برای حیوانات در معرض خطری همچون «جبیر» نوعی غزال کوچک، «شاه‌روباه» نایاب‌ترین نوع روباه در ایران، و گربه شنی است.
جمعیت نسبت مناسبی از قوچ و میش در تپه ماهورها و دامنهٔ ارتفاعات نایبند وجود دارد که به همراه جمعیت کم‌تراکم جبیر در زیستگاه‌های دشتی و تپه ماهورها طعمه‌های مناسبی برای یوزپلنگ آسیایی فراهم می‌شوند. کل‌وبز هم در صخره‌ها و ارتفاعات به ویژه قله نایبند دیده می‌شود و شواهدی نیز مبنی بر زیست پلنگ در این ارتفاعات به دست آمده است. سیاه‌گوش، روباه معمولی، روباه شنی، شغال، خارپشت ایرانی، تشی و خرگوش صحرایی از دیگر انواع پستانداران ساکن این منطقه هستند.
از مهم‌ترین گونه‌های شناسایی شده خزندگان این منطقه نیز به افعی شاخ‌دار، مار جعفری، تیرمار، بزمجه بیابانی، مار شتری، شترمار شیرازی، مار قیطانی، مار خالدار، مار جعفری، جکوی دم‌پخ گایزرلینگ، آگامای استپی، آگامای چابک و آگامای سروزغی دم‌سیاه می‌توان اشاره کرد.
از پرندگان شاخص این منطقه هم زاغ بور، هوبره، کبک، سبزه‌قبا، تیهو، کوکر گندمی و شکم‌سیاه و انواع مختلف پرندگان شکاری همچون شاه‌بوف، شاهین، دلیجه، بالابان، عقاب طلایی، و سنقر خاکستری را می‌توان نام برد.
تا حدود ۳۰ سال پیش در منطقهٔ «رباط گور» پناهگاه حیات وحش نایبندان گورخر ایرانی هم زیست می‌کرده که هم‌اکنون نسل آن در این منطقه منقرض شده است.

## پوشش گیاهی
تاکنون ۱۷۷ گونه گیاهی در این پناهگاه شناسایی شده. گیاهانی چون بادام کوهی، انجیر وحشی، تاغ، چوبک تماشایی، کلاه میرحسین خار سفید، کلاه میرحسین دم عقربی، بادام عاجی، بادام خاکستری، گون درختچه‌ای، زیره کرمانی و زیرهٔ سیاه را از انواع گونه‌های گیاهی این منطقه هستند که از ارزش حفاظتی بالایی برخوردارند. هرچند کارشناسان بر این باورند که بسیاری از گیاهان منطقه هنوز شناسایی نشده و تنوع گیاهی نایبندان باید بسیار بیشتر از این باشد.